# 施文蒂嫩塔尔
施文蒂嫩塔尔（德語：Schwentinental，發音：[ʃvɛnˈtiːnənˌtaːl] ⓘ，意为“施文蒂讷河谷”）是德国石勒苏益格-荷尔斯泰因州普伦县的城市，面积17.81平方千米，2023年12月31日人口为14,032人。